# Rugby a 15 ai Giochi olimpici
Il rugby a 15 fu presente in quattro edizioni dei giochi olimpici (1900, 1908, 1920 e 1924).
Deve la sua introduzione ai Giochi all'opera di Pierre de Coubertin, tra i maggiori sostenitori di tale disciplina in Francia: Coubertin, infatti, ebbe un ruolo influente sia nella nascita del campionato francese di rugby (1892) che della nascita della Nazionale (1906).

## Storia

### 1900
Il primo torneo fu disputato da tre squadre: una cosiddetta nazionale francese (in realtà una selezione di giocatori dei club parigini di Cosmopolitain, Racing Club e Stade français; il primo test match francese giunse solo nel 1906), il Frankfurt Fußball Club (Germania) e i Mosley Wanderers (Regno Unito).
Il regolamento prevedeva 3 punti per una meta o per un calcio piazzato, 2 punti per le trasformazioni e 4 punti per i drop.
La Francia vinse il torneo, sconfiggendo prima il Mosley per 27-8 e poi il Francoforte per 27-17.
L'incontro finale fra la formazione tedesca e quella britannica non si tenne, perché entrambe le squadre non erano disponibili a giocare per la data prefissata.
Il CIO pertanto assegnò l'argento ex aequo a Germania e Regno Unito.
Il torneo di rugby fu quello più seguito di tutti i Giochi della II Olimpiade: l'incontro tra francesi e britannici registrò un pubblico di circa 6.000 persone.
A titolo statistico la squadra francese schierava Constantin Henriquez, nativo di Haiti, primo atleta di colore alle Olimpiadi e primo olimpionico in assoluto.

### 1908
Il rugby non venne incluso nel programma dei Giochi del 1904 e venne ripristinato a quelli del 1908. L'organizzazione venne assunta dalla Rugby Football Union.
Anche qui vennero invitate tre squadre: l'Australasia, la Francia e la Gran Bretagna.
I campioni olimpici in carica della Francia tuttavia dovettero dare forfait prima dell'inizio del torneo, perché impossibilitati a prendervi parte.
Anche la selezione britannica ebbe problemi: i migliori giocatori di Inghilterra e Galles erano al momento in tour in Nuova Zelanda, così si ripiegò su una selezione della Cornovaglia, vincitrice dell'ultimo campionato. La scelta dei rincalzi fu contestata per motivi qualitativi (solo tre giocatori della Cornovaglia avevano già vestito la maglia inglese in passato) e perché la Cornovaglia venne sconfitta per 18-5 dall'Australia in una precedente occasione.
L'Australasia sconfisse nuovamente e senza troppi problemi la Cornovaglia per 32-3, guadagnando la medaglia d'oro. Il match si tenne al White City Stadium in condizioni di gioco pessime, con nebbia e terreno scivoloso.
Due giocatori australiani vinceranno successivamente un'altra medaglia d'oro: Danny Carroll ne otterrà ben due con gli Stati Uniti (dove emigrò in seguito ad un tour nel 1912) proprio nel rugby ai Giochi del 1920 (come giocatore/allenatore) e a quelli del 1924 (come allenatore), mentre Sydney Middleton la ottenne nel canottaggio ai Giochi del 1912 (dove il rugby era assente).

### 1920
Il rugby non fu presente nel programma dei Giochi né nel 1912, né nel 1916 (peraltro annullati a causa della prima guerra mondiale), ma venne ripristinato nel 1920.
Al torneo avrebbero dovuto prendere parte 4 formazioni (Francia, Romania, Cecoslovacchia e Stati Uniti), a cui si sarebbe dovuta aggiungere una quinta formazione britannica. Tuttavia, Romania e Cecoslovacchia diedero forfait prima dell'inizio del torneo, mentre i britannici decisero di non inviare una propria formazione perché il campionato nazionale era appena iniziato.
Tutt'altri sentimenti muovevano gli statunitensi: la decisione di presentare una propria selezione venne presa sull'onda di un tour trionfale di Berkeley in Columbia Britannica, dove la formazione universitaria vinse tutti gli incontri. Il Comitato olimpico statunitense decise così di affidare alla California Rugby Union la selezione dei giocatori, quasi tutti provenienti dalle università di Stanford, Berkeley e Santa Clara. A guidare la formazione fu il già citato Danny Carroll, già campione con l'Australasia nel 1908.
A contendersi la medaglia d'oro rimasero dunque due sole squadre: Stati Uniti e Francia si affrontarono il 5 settembre 1920 di fronte a 20.000 spettatori, sotto una pioggia scrosciante. Sebbene i pronostici dessero per favoriti i francesi (moltissimi statunitensi erano alla loro prima esperienza rugbistica), gli statunitensi vinsero 8-0. Uno dei giocatori statunitensi, Morris Kirksey, vinse altre due medaglie nell'atletica leggera: un argento nei 100 metri ed un oro nella staffetta 4x100.

### 1924
Il rugby fece la sua ultima apparizione ai Giochi della VIII Olimpiade di Parigi. Al torneo presero parte 3 squadre: gli Stati Uniti in qualità di campioni olimpici, la Francia in qualità di Paese ospitante e la Romania.
La formazione statunitense venne composta ancora una volta per la maggior parte da giocatori californiani (di cui sette già convocati nel 1920). Dopo un viaggio di oltre 9.600 chilometri, la squadra di oltreoceano dovette affrontare anche la pessima accoglienza francese: i funzionari della dogana rifiutarono l'ingresso alla squadra, che guadagnò terra facendosi strada da sola; i giornali ebbero parole sempre più dure sui giocatori, a cui vennero sottratte le divise pochi giorni prima del primo incontro; venne rifiutata agli statunitensi la possibilità di allenarsi allo stadio di Colombes; molti giocatori non poterono avventurarsi fuori dall'hotel, per evitare di essere fatti oggetto di pesanti insulti e perfino sputi; infine vennero sollevati dubbi, rivelatisi poi infondati, sullo status di dilettanti degli statunitensi.
Il torneo iniziò il 4 maggio 1924 con la sonora sconfitta della Romania ad opera dei padroni di casa francesi per 61-3. Una settimana dopo, furono gli Stati Uniti a sconfiggere i rumeni per 37-0 davanti a 6.000 spettatori, che fischiarono duramente ogni meta statunitense. Lo scontro diretto tra Francia e Stati Uniti venne giocato di fronte a circa 50.000 spettatori in visibilio per la formazione di casa. Per evitare problemi, venne installata una barriera di fil di ferro per separare gli spalti dal campo di gioco.
I francesi erano pronti a vendicare la sconfitta di quattro anni prima, ma vennero nuovamente sconfitti dagli Stati Uniti, stavolta per 17-3. Gli spettatori francesi inferociti invasero gli spalti dei tifosi ospiti ed il campo per picchiare tifosi e giocatori statunitensi, difesi dalla polizia e dai giocatori francesi. La cerimonia di consegna delle medaglie venne svolta sotto la protezione della polizia, per evitare ulteriori disordini.

### L'esclusione definitiva
La pessima immagine che il rugby diede di sé in quei giorni fu solo uno dei motivi che portò all'esclusione definitiva del rugby dal programma olimpico. Concorsero anche l'abbandono nel 1925 della presidenza del CIO da parte del Barone De Coubertin, che tanto fece per tenere questo sport nella cornice olimpica, e lo scarso appoggio fornito dalle Federazioni britanniche.
Si registrò comunque un ultimo torneo dimostrativo di rugby ai Giochi olimpici del 1936, giocato da Francia, Romania, Germania e Italia. Vinse la Francia, che sconfisse la Germania in finale per 19-14.

### I tentativi di ripristino
Vennero fatti tentativi per far tornare il rugby ai Giochi olimpici nel 1960, nel 1980 e nel 1988, ma vennero tutti respinti. Nel 1995, l'International Rugby Board ottenne il riconoscimento dal CIO. Nel 2002, venne proposto l'inserimento nel programma olimpico del rugby a 7, del golf e del wushu in sostituzione di pentathlon moderno, baseball e softball, ma la richiesta non venne nemmeno votata.
Nel 2005, venne fatto un nuovo tentativo per includere il rugby a 7 nel programma olimpico, in vista dell'esclusione di baseball e softball dai Giochi della XXX Olimpiade. Le votazioni però hanno favorito lo squash e il karate, a discapito appunto del rugby a 7, del golf e del pattinaggio a rotelle. Il 9 ottobre 2009 il rugby a 7 ottiene finalmente il riconoscimento di sport olimpico da parte del CIO debuttando ai Giochi della XXXI Olimpiade.

## Statistiche

### Edizioni svolte
| Torneo   | Edizioni | 1896 | 1900 | 1904 | 1908 | 1912 | 1920 | 1924 | dal 1928 |
| -------- | -------- | ---- | ---- | ---- | ---- | ---- | ---- | ---- | -------- |
| Maschile | 4        | -    | X    | -    | X    | -    | X    | X    | -        |

### Stadi
| Edizione | Città    | Stadio                         |
| -------- | -------- | ------------------------------ |
| 1900     | Parigi   | -                              |
| 1908     | Londra   | White City Stadium             |
| 1920     | Anversa  | -                              |
| 1924     | Colombes | Stadio Olimpico Yves-du-Manoir |

### Partecipanti
| Squadra       | 1900 | 1908 | 1920 | 1924 | Tot. |
| ------------- | ---- | ---- | ---- | ---- | ---- |
| Australasia   | -    | Y    | -    | -    | 1    |
| Francia       | Y    | -    | Y    | Y    | 3    |
| Germania      | Y    | -    | -    | -    | 1    |
| Gran Bretagna | Y    | Y    | -    | -    | 2    |
| Romania       | -    | -    | -    | Y    | 1    |
| Stati Uniti   | -    | -    | Y    | Y    | 2    |
| Partecipanti  | 3    | 2    | 2    | 3    |      |

### Medagliere
| Pos | Nazione       | Oro | Argento | Bronzo | Totale |
| --- | ------------- | --- | ------- | ------ | ------ |
| 1   | Stati Uniti   | 2   | 0       | 0      | 2      |
| 2   | Francia       | 1   | 2       | 0      | 3      |
| 3   | Australasia   | 1   | 0       | 0      | 1      |
| 4   | Gran Bretagna | 0   | 2       | 0      | 2      |
| 5   | Germania      | 0   | 1       | 0      | 1      |
| 6   | Romania       | 0   | 0       | 1      | 1      |

### Albo d'oro
| Edizione | Città   | Oro         | Argento              | Bronzo  |
| -------- | ------- | ----------- | -------------------- | ------- |
| 1900     | Parigi  | Francia     | Germania Regno Unito | n/a     |
| 1908     | Londra  | Australasia | Regno Unito          | n/a     |
| 1920     | Anversa | Stati Uniti | Francia              | n/a     |
| 1924     | Parigi  | Stati Uniti | Francia              | Romania |